# Chancellerie fédérale (Autriche)
Pour les articles homonymes, voir Chancellerie fédérale.
La chancellerie fédérale (en allemand : Bundeskanzleramt, BKA) est le département ministériel rassemblant l'ensemble des services placés sous l'autorité du chancelier fédéral en Autriche.

## Compétences
La chancellerie fédérale est compétente en matière de coordination des politiques gouvernementales générales, d'information du gouvernement fédéral et de questions touchant à la Constitution fédérale. Elle est en outre chargée d'assurer la représentation de l'État devant la Cour constitutionnelle, la Cour administrative et les tribunaux internationaux.
En sus de ces compétences générales, la BKA dispose de compétences particulières dans les domaines des affaires féminines et de l'égalité des sexes, de la politique européenne, de la politique de sécurité, de la fonction publique, de la bioéthique, de la protection des données, et des médias, à l'exception toutefois du droit des médias, qui relève du ministère fédéral de la Justice.

## Organisation
La chancellerie fédérale s'organise de la façon suivante : 
- Section I : Présidence ;
- Section II : Femmes et Égalité ;
- Section III : Fonction publique et Réforme administrative ;
- Section IV : Coordination ;
- Section V : Service constitutionnel ;
- Section VII : Service de presse fédéral.

De 2003 à 2008, la section VI était chargée des sports, mais cette compétence a été transférée au ministère fédéral de la Défense nationale lors de la formation de la nouvelle grande coalition en 2008. Aucune nouvelle compétence ne lui a été attribuée, entraînant sa disparition sans que la numérotation des sections en ait été modifiée.
Il est par ailleurs à noter que contrairement à son homologue allemande, la chancellerie fédérale autrichienne n'a pas de chef ou autre fonction similaire.

### Ministre sans portefeuille
La BKA disposant de compétences particulières dans certains domaines, il est d'usage que le gouvernement fédéral comprenne un ministre sans portefeuille directement rattaché à la chancellerie et gérant tout ou partie de ses compétences particulières. Ainsi, lorsque la chancellerie était encore compétente dans le domaine de la diplomatie, soit de 1945 à 1959, le ministre des Affaires étrangères était en réalité un ministre sans portefeuille.
Dans le gouvernement actuel, il s'agit de Susanne Raab , ministre fédérale de l'Intégration et des Droits des femmes, et de Karoline Edtstadler, ministre fédérale de la Politique européenne.

## Siège

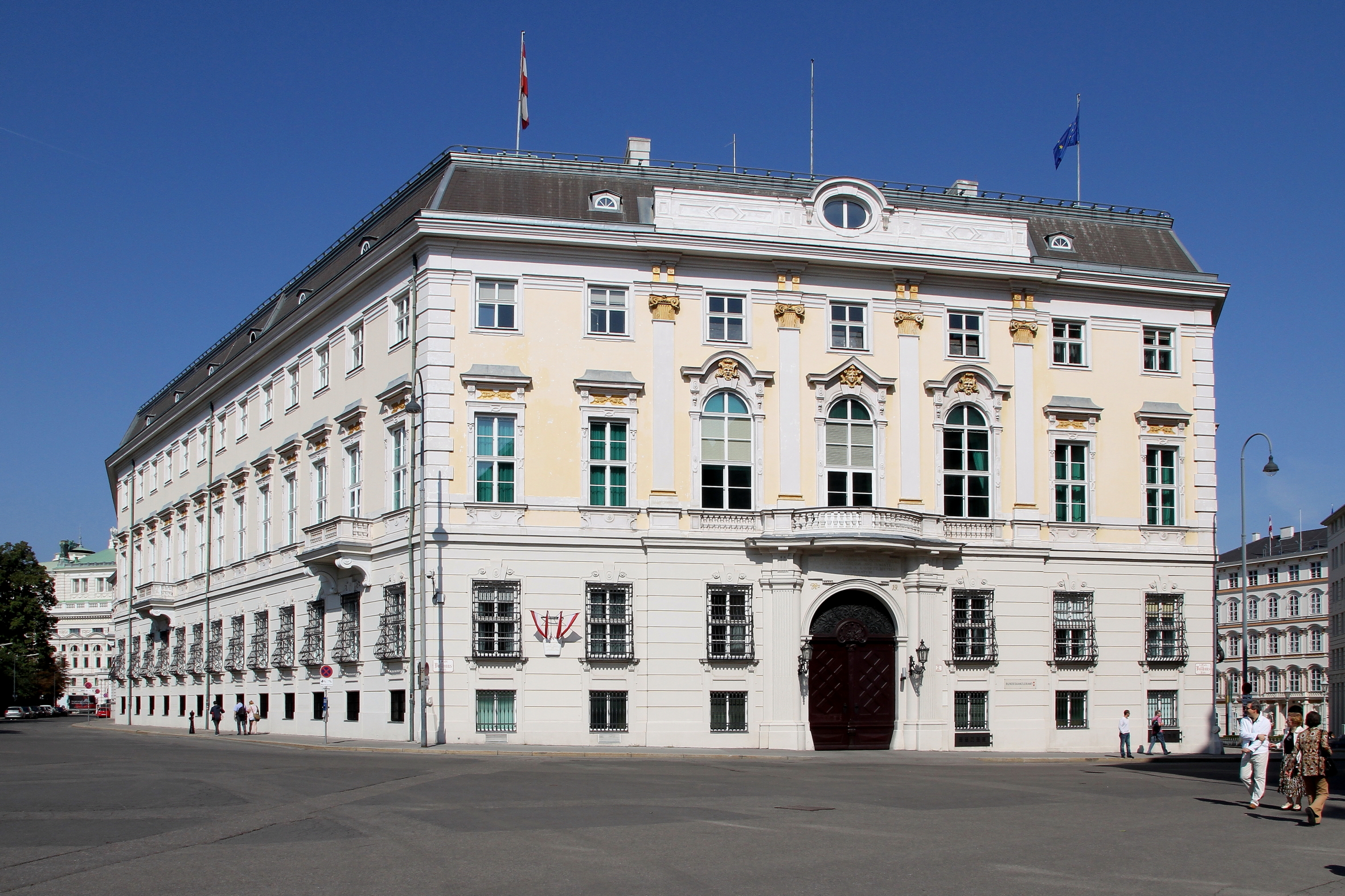
Le siège de la chancellerie fédérale, à Vienne.

Le siège de la BKA se situe dans le premier arrondissement de Vienne, baptisé Innere Stadt. Son emplacement l'installe juste en face du château de Hofburg, siège de la présidence fédérale, sur Ballhausplatz 2.
Le bâtiment abritant la chancellerie a été construit de 1717 à 1719 par Lukas von Hildebrandt sous le nom de chancellerie secrète de Hofbug, et a abrité le congrès de Vienne de 1814 à 1815. Siège de la BKA depuis l'instauration de la République en 1918, il servait auparavant de siège au ministère des Affaires étrangères.